# 马尔河站
马尔河站（法語：Maelbeek）是布鲁塞尔地铁1号线和5号线的车站，位于比利时布鲁塞尔首都大区布鲁塞尔。
2016年3月22日，伊斯兰国圣战份子在布鲁塞尔发动连环爆炸袭击，该站为事发地之一。袭击发生后，该站关闭了一个多月。2016年4月25日，该站重新开放。

## 名称
该站得名于附近的马尔河。